# Bilheteria dos cinemas no Brasil em 2012
Lista com o valor da arrecadação em reais e o público dos principais filmes lançados nos cinemas de todo o Brasil no ano de 2012.

## Arrecadação nos fins de semana
| Data            | Filme                                        | Arrecadação (R$) | Notas |
| --------------- | -------------------------------------------- | ---------------- | --- |
| 1 de janeiro    | Imortais                                     | 3 788 066        | |
| 8 de janeiro    | Alvin e os Esquilos 3                        | 7 683 804        | |
| 15 de janeiro   | Sherlock Holmes: O Jogo de Sombras           | 6 017 596        | |
| 22 de janeiro   | As Aventuras de Tintim: O Segredo do Licorne | 5 096 633        | |
| 29 de janeiro   | As Aventuras de Tintim: O Segredo do Licorne | 3 539 781        | |
| 5 de fevereiro  | Viagem 2: A Ilha Misteriosa                  | 3 246 559        | |
| 12 de fevereiro | Cada um Tem a Gêmea que Merece               | 4 152 791        | |
| 19 de fevereiro | Motoqueiro Fantasma - Espírito de Vingança   | 5 900 743        | |
| 26 de fevereiro | Motoqueiro Fantasma - Espírito de Vingança   | 4 893 392        | |
| 4 de março      | Anjos da Noite 4 - O Despertar               | 3 319 811        | |
| 11 de março     | John Carter - Entre dois mundos              | 4 090 002        | |
| 18 de março     | John Carter - Entre dois mundos              | 3 154 084        | |
| 25 de março     | Jogos Vorazes                                | 5 398 105        | |
| 1 de Abril      | Fúria de Titãs 2                             | 7 388 584        | |
| 8 de Abril      | Fúria de Titãs 2                             | 6 540 909        | |
| 15 de Abril     | Fúria de Titãs 2                             | 3 606 285        | |
| 22 de Abril     | American Pie: O Reencontro                   | 4 038 803        | |
| 29 de Abril     | Os Vingadores                                | 21 727 942       | Segunda maior renda de estreia do ano.                                                                   |
| 6 de Maio       | Os Vingadores                                | 17 869 100       | |
| 13 de Maio      | Os Vingadores                                | 12 835 136       | |
| 20 de Maio      | Os Vingadores                                | 10 935 136       | |
| 27 de Maio      | Homens de Preto 3                            | 9 443 212        | |
| 3 de Junho      | Homens de Preto 3                            | 6 315 278        | |
| 10 de Junho     | Madagascar 3: Os Procurados                  | 15 225 779       | Terceira maior renda de estreia do ano.                                                                  |
| 17 de Junho     | Madagascar 3: Os Procurados                  | 8 573 353        | |
| 24 de Junho     | Madagascar 3: Os Procurados                  | 6 380 315        | |
| 1 de Julho      | A Era do Gelo 4                              | 13 151 846       | |
| 8 de Julho      | O Espetacular Homem-Aranha                   | 14 283 213       | |
| 15 de Julho     | A Era do Gelo 4                              | 9 366 338        | |
| 22 de Julho     | Valente                                      | 7 791 932        | |
| 29 de Julho     | Batman - O Cavaleiro das Trevas Ressurge     | 13 544 249       | |
| 5 de Agosto     | Batman - O Cavaleiro das Trevas Ressurge     | 9 650 451        | |
| 12 de Agosto    | Batman - O Cavaleiro das Trevas Ressurge     | 6 176 356        | |
| 19 de Agosto    | O Vingador do Futuro                         | 4 197 251        | |
| 26 de Agosto    | O Vingador do Futuro                         | 2 576 308        | |
| 2 de Setembro   | Os Mercenários 2                             | 8 442 829        | |
| 9 de Setembro   | Os Mercenários 2                             | 7 616 080        | |
| 16 de Setembro  | Resident Evil 5: Retribuição                 | 6 334 528        | |
| 23 de Setembro  | Resident Evil 5: Retribuição                 | 3 578 727        | |
| 30 de Setembro  | Ted                                          | 2 662 551        | Segunda semana em cartaz.                                                                                |
| 7 de Outubro    | Hotel Transilvânia                           | 5 739 733        | |
| 14 de Outubro   | Hotel Transilvânia                           | 8 805 590        | |
| 21 de Outubro   | Atividade Paranormal 4                       | 3 676 831        | |
| 28 de Outubro   | 007 - Operação Skyfall                       | 6 463 531        | |
| 4 de Novembro   | 007 - Operação Skyfall                       | 6 558 451        | |
| 11 de Novembro  | 007 - Operação Skyfall                       | 3 523 405        | |
| 18 de Novembro  | A Saga Crepúsculo: Amanhecer - Parte 2       | 37 400 000       | Maior renda de estreia da história do Brasil; Maior renda de estreia do ano; Lançamento na quinta-feira. |
| 25 de Novembro  | A Saga Crepúsculo: Amanhecer - Parte 2       | 14 017 432       | |
| 2 de Dezembro   | A Saga Crepúsculo: Amanhecer - Parte 2       | 8 505 925        | |
| 9 de Dezembro   | A Saga Crepúsculo: Amanhecer - Parte 2       | 5 326 261        | |
| 16 de Dezembro  | O Hobbit: Uma Jornada Inesperada             | 9 437 426        | |
| 23 de Dezembro  | O Hobbit: Uma Jornada Inesperada             | 4 706 080        | |
| 30 de Dezembro  | De Pernas pro Ar 2                           | 5 990 612        | Maior renda de estreia de um filme nacional do ano.                                                      |

## Arrecadação total
| #  | Filme                                      | Faturamento | Público    |
| -- | ------------------------------------------ | ----------- | ---------- |
| 1  | Os Vingadores                              | 129 595 590 | 10 911 371 |
| 2  | A Saga Crepúsculo: Amanhecer - Parte 2     | 100 816 443 | 9 453 533  |
| 3  | A Era do Gelo 4                            | 94 701 801  | 8 728 719  |
| 4  | O Espetacular Homem-Aranha                 | 60 473 881  | 5 145 603  |
| 5  | Madagascar 3: Os Procurados                | 59 140 818  | 5 269 118  |
| 6  | Batman - O Cavaleiro das Trevas Ressurge   | 55 062 755  | 5 146 519  |
| 7  | De Pernas pro Ar 2 a                       | 50 312 134  | 4 846 273  |
| 8  | Alvin e os Esquilos 3                      | 44 341 517  | 4 581 140  |
| 9  | Valente                                    | 37 023 212  | 3 459 397  |
| 10 | O Hobbit: Uma Jornada Inesperada b         | 36 462 520  | 2 829 580  |
| 11 | Até que a Sorte nos Separe                 | 34 670 753  | 3 411 137  |
| 12 | Os Mercenários 2                           | 33 115 807  | 3 166 183  |
| 13 | Homens de Preto 3                          | 31 344 359  | 2 649 531  |
| 14 | Hotel Transilvânia                         | 31 178 664  | 2 530 219  |
| 15 | Fúria de Titãs 2                           | 30 297 310  | 2 481 093  |
| 16 | 007 - Operação Skyfall                     | 29 714 512  | 2 553 352  |
| 17 | Motoqueiro Fantasma - Espírito de Vingança | 27 833 833  | 2 397 189  |
| 18 | E Aí… Comeu?                               | 26 078 324  | 2 578 599  |
| 19 | Os Penetras                                | 25 613 581  | 2 548 441  |
| 20 | A Origem dos Guardiões c                   | 25 043 729  | 2 173 218  |

↑a  Em 31 de Dezembro: R$ 10 936 740 e 642 961 espectadores

↑b  Em 31 de Dezembro: R$ 30 560 502 e 2 364 614 espectadores

↑c  Em 31 de Dezembro: 23 618 537 e 2 005 688 espectadores